# Линтика
Линтика или  Левенте (мађ. Liüntika, Levente), био је мађарски племенски поглавица, најстарији син великог принца Арпада. Као војсковођа учествовао је у мађарском освајању Панонске низије (Honfoglalás, „Одузимање земље“).

## Позиција
Према државној структури Гоктурка и Хазара, престолонаследник је владао над удруженим народом. То је у складу са изворима, где се Линтика појављује као вођа Кабара. Кабари су били последња етничка група која се придружила мађарском народу. Према византијском цару Константину VII, према наративу Хорке Булчу, вођа (архонт) је владао трима племенима Кабара, чак и у време цара. Константин је сматрао да је Линтика био овај вођа током освајања.

## Живот
Линтика се са Кабарима борио против Првог бугарског царства, док је његов отац Арпад започео офанзиву са главном војском у савезу са Великоморавским царством против римске провинције Паноније и војске око бугарске границе у Великој мађарскојарској равници. После Освајања вероватно је постао вођа Моравске, јер је у близини учћа реке Таје у Мораву постојао моравски замак, Брецлав (Лунденбург) који се појављује као Лавентенбурх у извору из 1054. године.
Његов неизвестан идентитет увећао је Константин VII који га је помињао као Арпадовог сина током бугарских похода, али касније, када набраја Арпадове потомке, Линтика се не наводи међу децом великог кнеза. Такође је покушано да објасни да је Линтика/Левенте изгубио живот током кампање и да није имао потомке. Чини се да је то у супротности са горе поменутим именом места Лавентенбурх. Према другим мишљењима, његов идентитет је исти са једним од друга четири сина, углавном је идентификован са другим најстаријим сином, Тархачи/Таркачу/Таркацус/Тархош. Петер Фелдеш има посебну теорију за контрадикцију: реч „арпад” је означавала функцију, коју је први употребио велики принц Алмош, отац Арпада. Ово име је дао свом прворођеном детету, будућем наследнику. Према Фелдешу, две интерпретације су се тада могле мешати, Линтика је био син „Арпад Алмоша“, тако да је по тој теорији могао бити млађи брат великог принца Арпада, а не његов син.

## Дилема: Линтика или Левенде
Након предлога Золтана Гомбоча, проширило се мишљење да је име Арпадовог сина Линтика (Λιουντικα, Људика) које помиње цар Константин, рођен у Бибору исто као и Левенте (Луента, Левента, Левента) Васолијевог сина. Ђерђ Ђерфи је свој закључак заснивао на овом мишљењу, када је видео мађарско лично име Левенте у префиксу облика Лауентенбурх из 1056. немачког лунденбуршког имена Брецлав у Моравској, и на основу тога је претпоставио да се западна низија распростирала до тог места а као и област била је под влашћу Линтике.
Међутим, од средине 1990-их, неколико аутора је преиспитало ово питање  и утврдило да не постоје оправдани аргументи у корист првобитног предлога, и да се облик имена Левенте из XI века не може се ретроактивно пренети у IX–X век, под именом Линтика, чија је историчност ионако под знаком питања. Пошто префикс Брецлавовог немачког имена не може да се изведе из облика Линтика, он не може да пружи траг за претпоставку о обиму мађарске земље у 10. веку и односима мађарске владавине. У ствари, префикс имена Лауентенбурх може по истом принципу да сугерише словенско лично име Ловета или породично име Ловетич, такође изведено од тог корена.

## Леванте између Хуна и Туркијаца
Слично име носило је владарско племе или владарска породица Хуна. На пример, владарско име једног од принчева Хуна било је Чече (транслитерација на пињин: Zhìzhī, кинески: 郅支, владао: око 55-36. п. н. е.), а његово породично име, у кинеској транслитерацији, Луанти Хутувусе (пињин : Луанди Хутувуси, традиционални кинески: 攵鞮呼屠吾斯) вас. Осим тога, књига Касног Хана већ познаје племе као Хсулиенти (пиниин: Ксулианти, традиционални кинески: 虛連題), ову владарску породицу Хуна, па је, чак и претпостављајући директне хунско-мађарске односе, ближе али површно лично име у питању треба да буде упарено са фигуром која је већ удаљена од сличности.
Према Гергељу Цуцору и Јаношу Фогарашију, левенте је стара мађарска реч. Међутим, према једногласном мишљењу етимолошке литературе, може се наћи тек у мађарским изворима из 1568. године. То је реч балканска луталица, изведена од новоперсијског لوند лаванд 'слободан, независан; (добровољац) војник; авантуриста; итд.' изведено од заједничког имена османско-турског левент (левенд-) 'добровољац (посебно у турској морнарици), далиа; ширила се речју скитница, дан лопов. У турским језицима персијски утицај јавља се тек након прихватања ислама, па ово заједничко име не може имати везе са мађарским личним именима из времена освајања. Рани Алански слој није идентификован у корпусу личних имена Мађара, па је то мало вероватно да се десило у овом случају. Истовремено, ако претпоставимо ово порекло у случају личног имена Левенте, Арпадов син је у једином извору о њему назван другим именом, Линтика.